# Bolechów (wieś)
Bolechów (niem. Bulchau) – wieś w Polsce położona w województwie dolnośląskim, w powiecie oławskim, w gminie Oława.
W latach 1975–1998 miejscowość administracyjnie należała do województwa wrocławskiego.

## Nazwa
Według niemieckiego językoznawcy Heinricha Adamy’ego nazwa miejscowości należy do grupy nazw patronomicznych i pochodzi od staropolskiego imienia Bolesław. Imię to złożone z członów "(bole(j)" oznaczający "bardzo" oraz "sław"- "sławny" oznacza "bardzo sławny". W swoim dziele o nazwach miejscowości na Śląsku wydanym w 1888 roku we Wrocławiu Adamy wymienia jako najstarszą zanotowaną nazwę miejscowości Bolechow podając jej znaczenie "Dorf des Boleslaw" czyli po polsku "Wieś Bolesława".
Miejscowość wymieniona została po raz pierwszy w łacińskim dokumencie z 1285 roku wydanym przez kancelarię biskupa wrocławskiego Tomasza gdzie zanotowano ją w zlatynizowanej, staropolskiej formie – „Bolechovo” we fragmencie „Wawrets de Wawrenticz vel Bolechovo”. Miejscowość została wymieniona w staropolskiej formie Bolechowo w łacińskim dokumencie wydanym 13 sierpnia 1299 roku w Legnicy.